# Acuclavella leonardi
Espèce
Acuclavella leonardi est une espèce d'opilions dyspnois de la famille des Ischyropsalididae.

## Distribution
Cette espèce est endémique du Washington aux États-Unis. Elle se rencontre dans les comtés de Lewis, de Skamania et de Cowlitz.

## Description

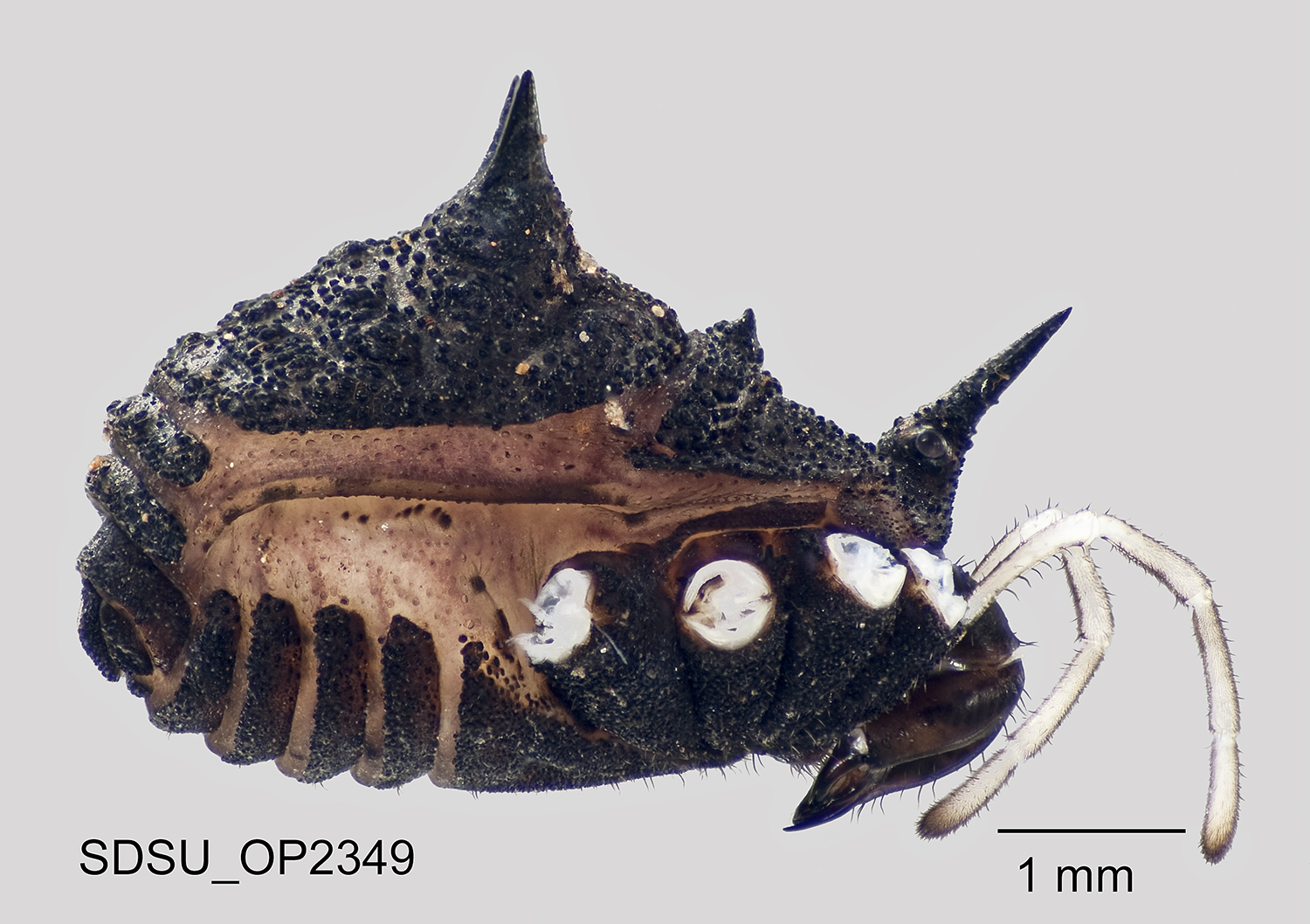
Acuclavella leonardi ♀

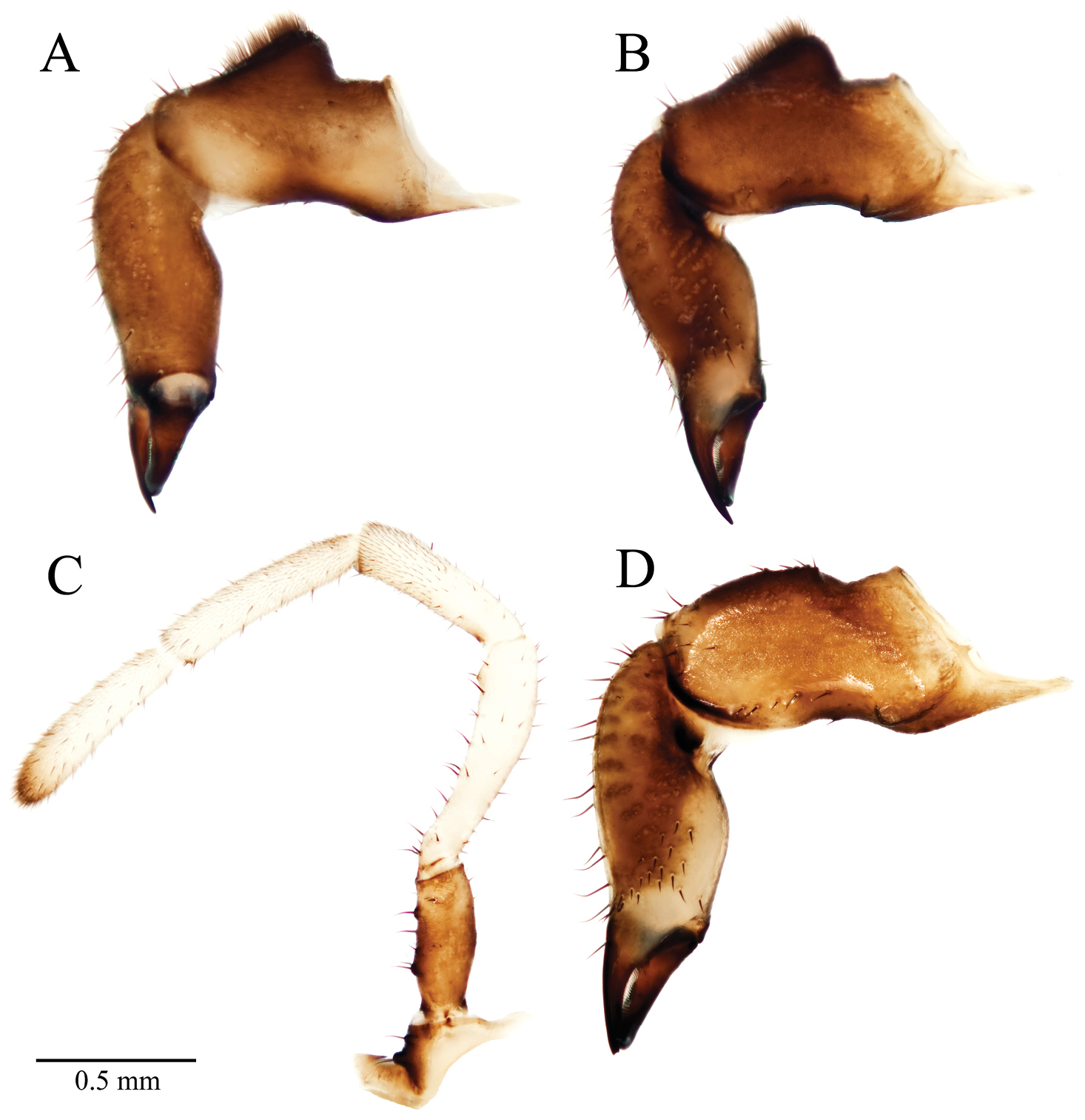
chélicère et pedipalpe dAcuclavella leonardi ♀

Le mâle holotype mesure 4,18 mm et la femelle paratype 4,71 mm, les mâles mesurent de 3,88 à 4,35 mm et les femelles de 4,45 à 5,06 mm

## Systématique et taxinomie
Cette espèce a été décrite par Richart et Hedin en 2013.

## Étymologie
Cette espèce est nommée en l'honneur de William P. Leonard.

## Publication originale
- Richart & Hedin, 2013 : « Three new species in the harvestmen genus Acuclavella (Opiliones, Dyspnoi, Ischyropsalidoidea), including description of male Acuclavella quattuor Shear, 1986. » ZooKeys, vol. 311, p. 19–68 (texte intégral).